# Лисицький Віталій Сергійович
Віта́лій Сергі́йович Лиси́цький (*16 квітня 1982, Світловодськ, Кіровоградська область) — український футболіст та футбольний функціонер. Спортивний директор ковалівського «Колоса». В минулому — захисник та півзахисник національної збірної України, київського «Динамо», дніпровського «Дніпра» та низки інших українських клубів.

## Клубна кар'єра
Вихованець ДЮСШ м. Світловодська та ДЮСШ «Динамо» (Київ). Пройшов через систему молодіжних команд «Динамо» (Київ), дебютував за першу команду у вищій лізі 1 листопада 2000 року в матчі «Динамо» (Київ) — «Металіст» (Харків) (1:0).
Під час сезону 2002/03 перейшов до одеського «Чорноморця», в якому почав на постійній основі потрапляти до основного складу команди. Але вже в ході наступного сезону підписав контракт з дніпропетровським «Дніпром», в якому чередував виступи у вищій лізі з матчами за дублюючий склад команди.
Сезон 2007/08 провів в оренді в криворізькому «Кривбасі», у складі якого виходив на поле у 26 з 30 матчів команди у вищій лізі. Повернувшись з оренди, наступного сезону повторив це досягнення з кількості ігор у вищій лізі й у складі «Дніпра».
З початку 2010 року знову став виступати у «Кривбасі», де грав до зняття криворіжців з чемпіонату влітку 2013 року. Після цього на правах вільного агента перейшов в ужгородську «Говерлу», де також був основним гравцем команди.
Влітку 2014 року розірвав контракт з ужгородцями і на правах вільного агента підписав однорічний контракт з запорізьким «Металургом», де знову став виступати під керівництвом Олега Тарана, з яким вже мав досвід сумісної роботи ще у «Кривбасі». Наприкінці 2015 року покинув «Металург» у зв'язку з процесом ліквідації клубу.
25 лютого 2016 року підписав контракт на 2 роки з «Колосом» (Ковалівка).

## Виступи за збірну
Протягом 2001—02 років викликався до Національної збірної України з футболу, дебютував 14 лютого 2001 року в товариській зустрічі проти збірної Грузії (0:0). Усього у футболці національної збірної провів п'ять матчів.

## Досягнення
- Віцечемпіон Європи серед юніорів (U-19) 2000 року;
- Чемпіон України сезону 1999/2000.